# Thurmansbang
Thurmansbang là một đô thị thuộc huyện Freyung-Grafenau trong bang Bayern nước Đức. Đô thị Thurmansbang có diện tích 32,95 km², dân số thời điểm 31 tháng 12 năm 2006 là 2436 người.